# Sæby (parochie, Frederikshavn)
Sæby is een parochie van de Deense Volkskerk in de Deense gemeente Frederikshavn. De parochie maakt deel uit van het bisdom Aalborg en telt 5883 kerkleden op een bevolking van 6452 (2004).
Historisch hoorde de parochie tot de herred Dronninglund.

Abildgård · Albæk · Åsted · Bangsbostrand · Elling · Flade · Frederikshavn · Gærum · Hørby · Hulsig · Jerup · Karup · Kvissel · Lyngsaa · Østervrå · Råbjerg · Sæby · Skærum · Skæve · Skagen · Torslev · Understed · Volstrup